# Vålerenga Fotball 2003
Questa voce raccoglie le informazioni riguardanti il Vålerenga Fotball nelle competizioni ufficiali della stagione 2003.

## Stagione
Il Vålerenga ha chiuso la stagione al 12º posto finale, dovendo così affrontare le qualificazioni all'Eliteserien per preservare il suo posto nella massima divisione locale: la squadra ha poi avuto la meglio sul Sandefjord nel doppio confronto, terminato con un punteggio complessivo di 5-3. L'avventura nel Norgesmesterskapet 2003 è terminata invece ai quarti di finale, a causa dell'eliminazione per mano dello Skeid. Infine, nella Coppa UEFA 2003-2004, il Vålerenga è arrivato sino al terzo turno, in cui è stato sconfitto dal Newcastle.

## Maglie e sponsor
Lo sponsor tecnico per la stagione 2003 è stato Nike, mentre lo sponsor ufficiale è stato Hafslund. La prima divisa era composta da una maglietta blu con rifiniture rosse, pantaloncini bianchi con inserti rossi e calzettoni blu.
| Casa | Trasferta |

## Rosa
| N. |                     | Ruolo | Calciatore           |
| -- | ------------------- | ----- | -------------------- |
| 1  | Norvegia (bandiera) | P     | Øyvind Bolthof       |
| 2  | Norvegia (bandiera) | D     | Ronny Døhli          |
| 3  | Belgio (bandiera)   | D     | David Brocken        |
| 4  | Norvegia (bandiera) | D     | Trond Haugland       |
| 4  | Svezia (bandiera)   | D     | Andreas Augustsson   |
| 5  | Norvegia (bandiera) | D     | Erik Hagen           |
| 6  | Norvegia (bandiera) | D     | Freddy dos Santos    |
| 7  | Norvegia (bandiera) | C     | Bjørn Arild Levernes |
| 8  | Belgio (bandiera)   | C     | Karel Snoeckx        |
| 8  | Norvegia (bandiera) | C     | Pa Modou Kah         |
| 9  | Norvegia (bandiera) | C     | Lars Bohinen         |
| 10 | Norvegia (bandiera) | C     | Kjetil Rekdal        |
| 11 | Norvegia (bandiera) | C     | Morten Berre         |
| 13 | Norvegia (bandiera) | C     | Lars Øvrebø          |
| 14 | Norvegia (bandiera) | C     | Torbjørn Vik         |
| 14 | Norvegia (bandiera) | C     | Stian Ohr            |
| 15 | Norvegia (bandiera) | C     | Thomas Holm          |

| N. |                     | Ruolo | Calciatore           |
| -- | ------------------- | ----- | -------------------- |
| 16 | Senegal (bandiera)  | A     | Abdoulaye Mbaye      |
| 17 | Norvegia (bandiera) | C     | Espen Næss Lund      |
| 18 | Norvegia (bandiera) | D     | Thomas Sæther        |
| 18 | Norvegia (bandiera) | A     | Jonas Krogstad       |
| 19 | Estonia (bandiera)  | D     | Raio Piiroja         |
| 21 | Norvegia (bandiera) | D     | Tom Henning Hovi     |
| 22 | Norvegia (bandiera) | C     | Jørgen Jalland       |
| 22 | Svezia (bandiera)   | C     | Tobias Grahn         |
| 23 | Norvegia (bandiera) | D     | Tommy Edvardsen      |
| 24 | Norvegia (bandiera) | D     | Kjetil Wæhler        |
| 25 | Norvegia (bandiera) | C     | Ardian Gashi         |
| 25 | Estonia (bandiera)  | A     | Kristen Viikmäe      |
| 26 | Norvegia (bandiera) | P     | Magnus Hjulstad      |
| 27 | Norvegia (bandiera) | C     | David Hanssen        |
| 29 | Norvegia (bandiera) | C     | Runar Normann        |
| 30 | Norvegia (bandiera) | P     | Yngve Rekdal         |
| 40 | Norvegia (bandiera) | C     | Daniel Fredheim Holm |

## Calciomercato

### Sessione invernale
| Arrivi | Arrivi          | Arrivi        | Arrivi     |
| R.     | Nome            | da            | Modalità   |
| ------ | --------------- | ------------- | ---------- |
| D      | Raio Piiroja    | Flora Tallinn | prestito   |
| D      | Kjetil Wæhler   | Wimbledon FC  | definitivo |
| C      | Morten Berre    | Viking        | definitivo |
| A      | Abdoulaye Mbaye |               | svincolato |

| Partenze | Partenze             | Partenze   | Partenze   |
| R.       | Nome                 | a          | Modalità   |
| -------- | -------------------- | ---------- | ---------- |
| P        | Morten Bakke         |            | svincolato |
| D        | Knut Henry Haraldsen | Westerlo   | definitivo |
| C        | Johan Arneng         | Djurgården | definitivo |
| A        | Petter Belsvik       |            | svincolato |
| A        | Knut Hovel Heiaas    |            | svincolato |

### Sessione estiva
| Arrivi | Arrivi         | Arrivi     | Arrivi     |
| R.     | Nome           | da         | Modalità   |
| ------ | -------------- | ---------- | ---------- |
| D      | Trond Haugland |            | svincolato |
| C      | Lars Bohinen   |            | svincolato |
| C      | Ardian Gashi   | Ørn-Horten | definitivo |
| C      | Jørgen Jalland | Sandefjord | definitivo |
| C      | Karel Snoeckx  |            | svincolato |

| Partenze | Partenze           | Partenze      | Partenze   |
| R.       | Nome               | a             | Modalità   |
| -------- | ------------------ | ------------- | ---------- |
| D        | Andreas Augustsson | Sandefjord    | definitivo |
| C        | Tobias Grahn       | Malmö FF      | definitivo |
| C        | Pa Modou Kah       | AIK           | definitivo |
| C        | Stian Ohr          | Stabæk        | definitivo |
| A        | Kristen Viikmäe    | Flora Tallinn | prestito   |

## Risultati

### Eliteserien

#### Girone di andata
| Arbitro: | Hauge (Bergen) |

|               |           |  |
| Brattbakk 18’ | Marcatori |  |

| Arbitro: | Berntsen (Vang) |

|                                 |           |           |
| Kah 62’ Viikmäe 68’ Hanssen 82’ | Marcatori | 25’ Aarøy |

| Arbitro: | Eilif Skjervold |

|                      |           |  |
| Sanne 8’ Nevland 23’ | Marcatori |  |

| Arbitro: | Krokdal |

|                                     |           |                       |
| Hanssen 73’ Augustsson 75’ Holm 86’ | Marcatori | 62’, 65’ Øren 72’ Flo |

| Arbitro: | Olsen (Kristiansand) |

|                                         |           |                       |
| Hoff 21’ Henriksson 59’ van Ankeren 80’ | Marcatori | 36’ (aut.) Henriksson |

| Arbitro: | Pedersen |

|             |           |            |
| Piiroja 21’ | Marcatori | 67’ Strand |

| Bodø 25 maggio 2003, ore 18:00 7ª giornata | Bodø/Glimt      | 0 – 0 referto | Vålerenga | Aspmyra Stadion (6.214 spett.)\| Arbitro: \| Eilif Skjervold \| |
| Arbitro:                                   | Eilif Skjervold |               |           |                                                                 |

| Arbitro: | Alseth |

|                        |           |  |
| dos Santos 38’ Kah 51’ | Marcatori |  |

| Arbitro: | Hauge (Bergen) |

|                   |           |  |
| Holter 89’ (rig.) | Marcatori |  |

| Arbitro: | Olsen (Kristiansand) |

|                                           |           |  |
| dos Santos 10’, 53’ Augustsson 86’ (rig.) | Marcatori |  |

| Arbitro: | Staberg (Harstad) |

|                    |           |                |
| Hafstad 48’ (rig.) | Marcatori | 90’ dos Santos |

| Arbitro: | Skjerven (Kaupanger) |

|             |           |                    |
| Sundgot 23’ | Marcatori | 89’ (rig.) Hanssen |

| Arbitro: | Ditlefsen |

|  |           |                       |
|  | Marcatori | 20’ Guntveit 81’ Lund |

#### Girone di ritorno
| Arbitro: | Berntsen (Vang) |

|  |           |             |
|  | Marcatori | 13’ Johnsen |

| Arbitro: | Krokdal |

|  |           |                           |
|  | Marcatori | 4’ dos Santos 42’ Hanssen |

| Arbitro: | Skjerven (Kaupanger) |

|                         |           |                               |
| Grahn 5’ dos Santos 32’ | Marcatori | 16’ Nygaard 27’ Schei Lindbæk |

| Sogndal 16 agosto 2003, ore 16:00 17ª giornata | Sogndal         | 0 – 0 referto | Vålerenga | Fosshaugane Campus (3.226 spett.)\| Arbitro: \| Eilif Skjervold \| |
| Arbitro:                                       | Eilif Skjervold |               |           |                                                                    |

| Arbitro: | Staberg (Harstad) |

|  |           |                    |
|  | Marcatori | 68’, 82’, 88’ Hoff |

| Lillestrøm 1º settembre 2003, ore 19:00 19ª giornata | Lillestrøm           | 0 – 0 referto | Vålerenga | Åråsen Stadion (10.412 spett.)\| Arbitro: \| Skjerven (Kaupanger) \| |
| Arbitro:                                             | Skjerven (Kaupanger) |               |           |                                                                      |

| Arbitro: | Skjerven (Kaupanger) |

|                       |           |              |
| dos Santos 49’ (rig.) | Marcatori | 43’ Lehtinen |

| Arbitro: | Krokdal |

|            |           |  |
| Røberg 13’ | Marcatori |  |

| Arbitro: | Øvrebø (Oslo) |

|                     |           |                    |
| Berre 16’ Gashi 36’ | Marcatori | 52’, 90’ Stenersen |

| Arbitro: | Hauge (Bergen) |

|                                    |           |                                                  |
| Pavlovic 11’ Gallo 52’ (rig.), 65’ | Marcatori | 44’, 69’ (rig.) dos Santos 65’ Bohinen 90’ Berre |

| Arbitro: | Alseth |

|                                            |           |  |
| dos Santos 35’ Berre 51’ Rekdal 76’ (rig.) | Marcatori |  |

| Arbitro: | Hauge (Bergen) |

|  |           |           |
|  | Marcatori | 56’ Swift |

| Arbitro: | Alseth |

|                                          |           |               |
| Kvisvik 27’ (rig.) Furuseth 34’ Lund 82’ | Marcatori | 53’ Edvardsen |

### Qualificazioni all'Eliteserien
| Tønsberg 10 novembre 2003, ore 20:30 Andata | Sandefjord | 0 – 0 referto | Vålerenga | Tønsberg Gress (5.614 spett.)\| Arbitro: \| Pedersen \| |
| Arbitro:                                    | Pedersen   |               |           |                                                         |

| Arbitro: | Ditlefsen |

|                                                         |           |                                     |
| K. Rekdal 11’ Piiroja 28’ Hanssen 45’, 85’ Krogstad 90’ | Marcatori | 10’, 32’ (rig.) Bergman 39’ Thorsen |

### Norgesmesterskapet
| Arbitro: | Kamben |

|               |           |                                                  |
| Blomqvist 33’ | Marcatori | 8’, 14’ Næss Lund 70’ Sæther 81’ Ohr 83’ Viikmäe |

| Arbitro: | Gravdal |

|  |           |                                                |
|  | Marcatori | 20’, 40’ Hanssen 38’ Kah 47’ Ohr 82’ K. Rekdal |

| Arbitro: | Alapnes |

|                        |           |             |
| Wæhler 62’ Hanssen 78’ | Marcatori | 37’ Jalland |

| Arbitro: | Hauge (Bergen) |

|                                                                                            |                        |                                                                              |
| Strand 12’                                                                                 | Marcatori              | 56’ Grahn                                                                    |
| Sundgot Belsvik Kippe Søgård Bjarmann Winsnes Kristoffersen Berget Andresen Misund Sundgot | Tiri di rigore 10 – 11 | K. Rekdal Hanssen Bolthof Kah Grahn Hovi dos Santos Gashi Ohr Holm K. Rekdal |

| Arbitro: | Olsen (Kristiansand) |

|             |           |                                  |
| Hanssen 90’ | Marcatori | 29’ Grina 64’ Breive 85’ Braaten |

### Coppa UEFA
| Oslo 24 settembre 2003, ore 18:00 Primo turno Andata | Vålerenga  | 0 – 0 referto | Grazer AK | Ullevaal Stadion\| Arbitro: \| Malžinskas \| |
| Arbitro:                                             | Malžinskas |               |           |                                              |

| Arbitro: | Stanišić |

|             |           |           |
| Ramusch 32’ | Marcatori | 59’ Berre |

| Oslo 6 novembre 2003, ore 18:30 Secondo turno Andata | Vålerenga | 0 – 0 referto | Wisła Cracovia | Ullevaal Stadion\| Arbitro: \| Shebek \| |
| Arbitro:                                             | Shebek    |               |                |                                          |

| Arbitro: | Almeida Costa |

|                                                     |                      |                                             |
| Głowacki Paszulewicz Frankowski Szymkowiak Żurawski | Tiri di rigore 3 – 4 | K. Rekdal Hanssen Edvardsen Bolthof Bohinen |

| Arbitro: | Gilewski |

|             |           |  |
| Normann 54’ | Marcatori |  |

| Arbitro: | Braamhaar |

|                             |           |           |
| Shearer 20’ Ameobi 47’, 89’ | Marcatori | 25’ Hagen |

## Statistiche

### Statistiche di squadra
| Competizione          | Punti | In casa | In casa | In casa | In casa | In casa | In casa | In trasferta | In trasferta | In trasferta | In trasferta | In trasferta | In trasferta | Totale | Totale | Totale | Totale | Totale | Totale | DR |
| Competizione          | Punti | G       | V       | N       | P       | Gf      | Gs      | G            | V            | N            | P            | Gf           | Gs           | G      | V      | N      | P      | Gf     | Gs     | DR |
| --------------------- | ----- | ------- | ------- | ------- | ------- | ------- | ------- | ------------ | ------------ | ------------ | ------------ | ------------ | ------------ | ------ | ------ | ------ | ------ | ------ | ------ | -- |
| Eliteserien           | 28    | 13      | 4       | 5       | 4       | 20      | 17      | 13           | 2            | 5            | 6            | 10           | 16           | 26     | 6      | 10     | 10     | 30     | 33     | -3 |
| Qual. all'Eliteserien | -     | 1       | 1       | 0       | 0       | 5       | 3       | 1            | 0            | 0            | 1            | 0            | 0            | 2      | 1      | 0      | 1      | 5      | 3      | +2 |
| Norgesmesterskapet    | -     | 2       | 1       | 0       | 1       | 3       | 4       | 3            | 2            | 1            | 0            | 11           | 2            | 5      | 3      | 1      | 1      | 14     | 6      | +8 |
| Coppa UEFA            | -     | 3       | 0       | 3       | 0       | 1       | 1       | 3            | 0            | 2            | 1            | 4            | 2            | 6      | 0      | 5      | 1      | 5      | 3      | +2 |
| Totale                | -     | 19      | 6       | 8       | 5       | 29      | 25      | 20           | 4            | 8            | 8            | 25           | 20           | 39     | 10     | 16     | 13     | 54     | 45     | +9 |

### Andamento in campionato
| Giornata  | 1  | 2 | 3 | 4 | 5  | 6  | 7  | 8 | 9  | 10 | 11 | 12 | 13 | 14 | 15 | 16 | 17 | 18 | 19 | 20 | 21 | 22 | 23 | 24 | 25 | 26 |
| --------- | -- | - | - | - | -- | -- | -- | - | -- | -- | -- | -- | -- | -- | -- | -- | -- | -- | -- | -- | -- | -- | -- | -- | -- | -- |
| Luogo     | T  | C | T | C | T  | C  | T  | C | T  | C  | T  | T  | C  | C  | T  | C  | T  | C  | T  | C  | T  | C  | T  | C  | C  | T  |
| Risultato | P  | V | P | N | P  | N  | N  | V | P  | V  | N  | N  | P  | P  | V  | N  | N  | P  | N  | N  | P  | N  | V  | V  | P  | P  |
| Posizione | 11 | 7 | 9 | 8 | 10 | 11 | 11 | 8 | 11 | 9  | 9  | 8  | 11 | 11 | 9  | 9  | 10 | 11 | 11 | 12 | 12 | 12 | 12 | 9  | 10 | 12 |

Fonte:  Tippeligaen 2003, su altomfotball.no, Altomfotball. URL consultato l'8 aprile 2016 (archiviato dall'url originale il 10 aprile 2016).
Legenda:

Luogo: C = Casa; T = Trasferta. Risultato: V = Vittoria; N = Pareggio; P = Sconfitta.

### Statistiche dei giocatori
| Giocatore        | Eliteserien | Eliteserien | Eliteserien | Eliteserien | Norgesmesterskapet | Norgesmesterskapet | Norgesmesterskapet | Norgesmesterskapet | Coppa UEFA | Coppa UEFA | Coppa UEFA  | Coppa UEFA | Qual. all'Eliteserien | Qual. all'Eliteserien | Qual. all'Eliteserien | Qual. all'Eliteserien | Totale   | Totale | Totale      | Totale     |
| Giocatore        | Presenze    | Reti        | Ammonizioni | Espulsioni  | Presenze           | Reti               | Ammonizioni        | Espulsioni         | Presenze   | Reti       | Ammonizioni | Espulsioni | Presenze              | Reti                  | Ammonizioni           | Espulsioni            | Presenze | Reti   | Ammonizioni | Espulsioni |
| ---------------- | ----------- | ----------- | ----------- | ----------- | ------------------ | ------------------ | ------------------ | ------------------ | ---------- | ---------- | ----------- | ---------- | --------------------- | --------------------- | --------------------- | --------------------- | -------- | ------ | ----------- | ---------- |
| A. Augustsson    | 10          | 2           | 2           | 0           | 2                  | 0                  | 0                  | 0                  | -          | -          | -           | -          | -                     | -                     | -                     | -                     | 12       | 2      | 2           | 0          |
| M. Berre         | 21          | 3           | 3           | 0           | 3                  | 0                  | 1                  | 0                  | 6          | 1          | 1           | 0          | 2                     | 0                     | 1                     | 0                     | 32       | 4      | 6           | 0          |
| L. Bohinen       | 6           | 1           | 1           | 0           | 3                  | 0                  | 0                  | 0                  | 2          | 0          | 0           | 0          | 1                     | 0                     | 0                     | 0                     | 12       | 1      | 1           | 0          |
| Ø. Bolthof       | 26          | -33         | 0           | 0           | 5                  | -6                 | 0                  | 0                  | 6          | -5         | 2           | 0          | 2                     | -3                    | 0                     | 0                     | 39       | -47    | 2           | 0          |
| D. Brocken       | -           | -           | -           | -           | -                  | -                  | -                  | -                  | 2          | 0          | 1           | 0          | -                     | -                     | -                     | -                     | 2        | 0      | 1           | 0          |
| R. Døhli         | 20          | 0           | 0           | 0           | 4                  | 0                  | 0                  | 0                  | 2          | 0          | 0           | 0          | 0                     | 0                     | 0                     | 0                     | 26       | 0      | 0           | 0          |
| F. dos Santos    | 25          | 10          | 2           | 0           | 2                  | 0                  | 0                  | 0                  | 6          | 0          | 0           | 0          | 2                     | 0                     | 0                     | 0                     | 35       | 10     | 2           | 0          |
| T. Edvardsen     | 14          | 1           | 0           | 0           | 3                  | 0                  | 0                  | 0                  | 4          | 0          | 0           | 0          | 2                     | 0                     | 0                     | 0                     | 23       | 1      | 0           | 0          |
| D. Fredheim Holm | -           | -           | -           | -           | -                  | -                  | -                  | -                  | 1          | 0          | 0           | 0          | -                     | -                     | -                     | -                     | 1        | 0      | 0           | 0          |
| A. Gashi         | 14          | 1           | 0           | 0           | 2                  | 0                  | 1                  | 0                  | 6          | 0          | 3           | 0          | 2                     | 0                     | 0                     | 0                     | 24       | 1      | 4           | 0          |
| T. Grahn         | 9           | 1           | 3           | 0           | 2                  | 1                  | 1                  | 0                  | -          | -          | -           | -          | -                     | -                     | -                     | -                     | 11       | 2      | 4           | 0          |
| E. Hagen         | 13          | 0           | 4           | 0           | 2                  | 0                  | 1                  | 0                  | 6          | 1          | 2           | 0          | 2                     | 0                     | 1                     | 0                     | 23       | 1      | 8           | 0          |
| D. Hanssen       | 24          | 4           | 2           | 0           | 5                  | 4                  | 0                  | 0                  | 5          | 0          | 2           | 0          | 2                     | 2                     | 1                     | 0                     | 36       | 10     | 5           | 0          |
| M. Hjulstad      | 0           | -0          | 0           | 0           | 0                  | -0                 | 0                  | 0                  | 0          | -0         | 0           | 0          | 0                     | -0                    | 0                     | 0                     | 0        | -0     | 0           | 0          |
| T. Holm          | 18          | 1           | 3           | 0           | 5                  | 0                  | 1                  | 0                  | 1          | 0          | 0           | 0          | 0                     | 0                     | 0                     | 0                     | 24       | 1      | 4           | 0          |
| T. Hovi          | 24          | 0           | 5           | 0           | 5                  | 0                  | 2                  | 0                  | 6          | 0          | 0           | 0          | 2                     | 0                     | 1                     | 0                     | 37       | 0      | 8           | 0          |
| J. Jalland       | 8           | 0           | 2           | 0           | -                  | -                  | -                  | -                  | 5          | 0          | 2           | 1          | 1                     | 0                     | 0                     | 0                     | 14       | 0      | 4           | 1          |
| P. Kah           | 17          | 2           | 4           | 0           | 5                  | 1                  | 2                  | 0                  | -          | -          | -           | -          | -                     | -                     | -                     | -                     | 22       | 3      | 6           | 0          |
| J. Krogstad      | 13          | 0           | 0           | 0           | 1                  | 0                  | 0                  | 0                  | 2          | 0          | 0           | 0          | 1                     | 1                     | 0                     | 0                     | 17       | 1      | 0           | 0          |
| B. Levernes      | 0           | 0           | 0           | 0           | 0                  | 0                  | 0                  | 0                  | 1          | 0          | 0           | 0          | 0                     | 0                     | 0                     | 0                     | 1        | 0      | 0           | 0          |
| A. Mbaye         | 3           | 0           | 0           | 0           | 0                  | 0                  | 0                  | 0                  | 0          | 0          | 0           | 0          | 0                     | 0                     | 0                     | 0                     | 3        | 0      | 0           | 0          |
| E. Næss Lund     | 3           | 0           | 0           | 0           | 2                  | 2                  | 0                  | 0                  | 0          | 0          | 0           | 0          | 0                     | 0                     | 0                     | 0                     | 5        | 2      | 0           | 0          |
| R. Normann       | -           | -           | -           | -           | -                  | -                  | -                  | -                  | 2          | 1          | 0           | 0          | -                     | -                     | -                     | -                     | 2        | 1      | 0           | 0          |
| S. Ohr           | 16          | 0           | 1           | 0           | 5                  | 2                  | 2                  | 0                  | -          | -          | -           | -          | -                     | -                     | -                     | -                     | 21       | 2      | 3           | 0          |
| L. Øvrebø        | 0           | 0           | 0           | 0           | 1                  | 0                  | 0                  | 0                  | 1          | 0          | 0           | 0          | 0                     | 0                     | 0                     | 0                     | 2        | 0      | 0           | 0          |
| R. Piiroja       | 11          | 1           | 1           | 0           | 3                  | 0                  | 0                  | 0                  | 3          | 0          | 0           | 0          | 2                     | 1                     | 0                     | 0                     | 19       | 2      | 1           | 0          |
| K. Rekdal        | 21          | 1           | 4           | 0           | 5                  | 1                  | 0                  | 0                  | 5          | 0          | 0           | 0          | 2                     | 1                     | 1                     | 0                     | 33       | 3      | 5           | 0          |
| Y. Rekdal        | 0           | -0          | 0           | 0           | 1                  | -0                 | 0                  | 0                  | 1          | -0         | 0           | 0          | 0                     | -0                    | 0                     | 0                     | 2        | -0     | 0           | 0          |
| T. Sæther        | 0           | 0           | 0           | 0           | 1                  | 1                  | 0                  | 0                  | 0          | 0          | 0           | 0          | 0                     | 0                     | 0                     | 0                     | 1        | 1      | 0           | 0          |
| K. Snoeckx       | 6           | 0           | 0           | 1           | -                  | -                  | -                  | -                  | 4          | 0          | 1           | 0          | 0                     | 0                     | 0                     | 0                     | 10       | 0      | 1           | 1          |
| T. Vik           | 0           | 0           | 0           | 0           | 0                  | 0                  | 0                  | 0                  | 0          | 0          | 0           | 0          | 0                     | 0                     | 0                     | 0                     | 0        | 0      | 0           | 0          |
| K. Viikmäe       | 6           | 1           | 0           | 0           | 2                  | 1                  | 0                  | 0                  | -          | -          | -           | -          | -                     | -                     | -                     | -                     | 8        | 2      | 0           | 0          |
| K. Wæhler        | 23          | 0           | 4           | 0           | 2                  | 1                  | 2                  | 0                  | 2          | 0          | 2           | 0          | 2                     | 0                     | 0                     | 0                     | 29       | 1      | 8           | 0          |